# San Francisco 49ers
O San Francisco 49ers é um time profissional de futebol americano localizado na área da Santa Clara, Califórnia, na Baía de São Francisco. Eles competem na National Football League (NFL) como um membro da NFC West. A equipe atualmente joga seus jogos em casa no Levi's Stadium, em Santa Clara, localizado a 72 km a sudeste de São Francisco, no coração do Vale do Silício. Desde 1988, os 49ers estão sediados em Santa Clara.
A equipe foi fundada em 1946 como membro fundador da All-America Football Conference (AAFC) e ingressou na NFL em 1949, quando as ligas se fundiram. Os 49ers foram a primeira franquia de esportes profissionais das ligas principais sediada em São Francisco. O nome "49ers" vem dos garimpeiros que chegaram ao norte da Califórnia na Corrida do Ouro de 1849. A equipe é legal e corporativamente registrada como San Francisco Forty Niners. A equipe começou a jogar no Kezar Stadium, em San Francisco, antes de se mudar para o Candlestick Park, em 1970, e depois para o Levi's Stadium, em Santa Clara, em 2014.
Os 49ers venceram cinco títulos do Super Bowl entre 1981 e 1995, liderados pelos Hall of Famers: Joe Montana, Jerry Rice, Ronnie Lott, Steve Young e pelo técnico Bill Walsh. Eles foram campeões de divisão por 20 vezes entre 1970 e 2019, tornando-se um dos times mais bem-sucedidos da história da NFL. Os 49ers estiveram nos playoffs da liga por 27 vezes: 26 vezes na NFL e uma vez no AAFC.
A equipe definiu vários recordes notáveis da NFL, incluindo mais jogos consecutivos vencidos (18), mais temporadas consecutivas liderando o ataque na liga (1992-95), mais jogos consecutivos marcando (1979-2004), mais field goal em uma temporada (44), menos turnovers em uma temporada (10) e mais touchdowns em um Super Bowl. De acordo com a Forbes Magazine, a equipe é a 4ª equipe mais valiosa da NFL, avaliada em US $ 3 bilhões em julho de 2016. Em 2016, os 49ers foram classificados como o 10º time esportivo mais valioso do mundo, atrás do Los Angeles Lakers e acima do Bayern de Munique.

## História

### 1946-1978: Os primeiros anos

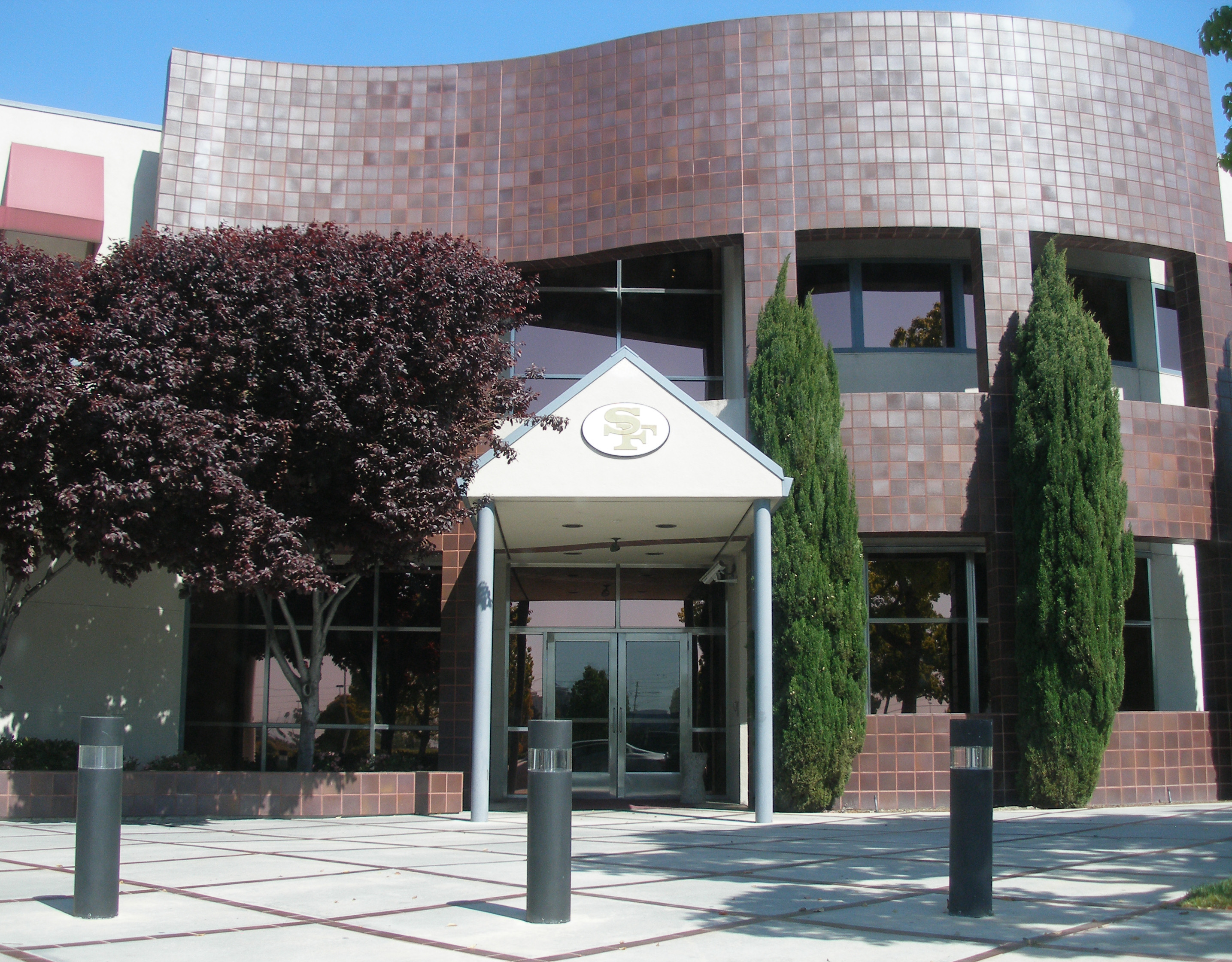
Sede da equipe dos 49ers em Santa Clara.

O San Francisco 49ers foi a primeira grande franquia de liga profissional com sede em São Francisco, e um dos primeiros times profissionais da Costa Oeste dos Estados Unidos. Os times da MLB, San Francisco Giants (antigo NY Giants) e Los Angeles Dodgers (antigo Brooklyn Dodgers) se mudaram anos depois. Os times da NBA, Golden State Warriors (antigo Phipadelphia Warriors) e Los Angeles Lakers (antigo Minneapolis Lakers) se mudaram para a Califórnia em 1960, e os times da NHL, Seals Oakland e Los Angeles Kings tornaram-se os times do estado em 1967. O Cleveland Rams chegou a Los Angeles em 1946, e formou uma grande rivalidade com os 49ers até 1994, quando deixaram sul da Califórnia e se transformaram no St. Louis Rams.
O primeiro touchdown da franquia foi marcado por Len Eshmont. O quarterback Frankie Albert, um canhoto, deu um passe de 6 jardas para John Strzykalski, e este jogou a bola para Eshmont, que correu para a endzone, em 8 de setembro de 1946, no Kezar Stadium.
Em 1957, os 49ers teve suas primeiras vitórias como time da NFL. Depois de perder o jogo de abertura, o time venceu suas três partidas seguintes, contra Los Angeles Rams, Chicago Bears e Green Bay Packers, antes de voltar para o Kezar Stadium num jogo contra o Chicago Bears em 27 de outubro de 1957, o qual estavam perdendo por 17-7 até o intervalo. Tragicamente, o proprietário Tony Morabito (1910-1957) sofreu um ataque cardíaco e morreu durante a derrota parcial. Os jogadores souberam de sua morte no intervalo, quando o treinador Frankie Albert contou o ocorrido com apenas três palavras: "Tony se foi." Com lágrimas escorrendo pelo seus rostos e motivados para vencer em homenagem à Tony, os jogadores de San Francisco marcaram 14 pontos e ganharam o jogo por 21-17. A interceptação de Dicky Moegle na endzone selou a vitória.
Em 3 de novembro de 1957, os 49ers foram jogar contra o Detroit Lions, um jogo que entrou para a história. Com 10 segundos restantes no relógio, os 49ers estavam com a bola na linha de 41 jardas do campo dos Lions, e o time de Detroit estava liderando o placar por 31-28. YA Tittle lançou desesperadamente um passe para a endzone, que foi recebido por R.C. Owens entre dois defensores. O passe tornou-se conhecido como "Alley Oop", que também se tornou apelido de Owens. Curiosamente, os dois defensores que cobriram Owens na jogada mais tarde se tornaram treinadores dos Niners: Jack Christiansen (Treinador principal), e Jim David. Os 49ers terminaram essa temporada com três vitórias consecutivas e um recorde de 8-4, mas acabaram perdendo nos playoffs pelo mesmo Detroit Lions por 31-27.

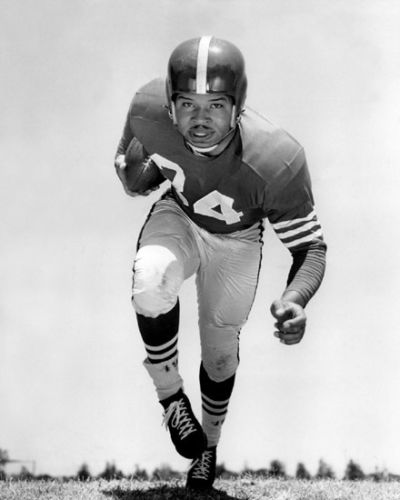
Joe Perry jogou pelo 49ers por 14 temporadas.

No final da década de 50 e início da década de 60, San Francisco se tornou o primeiro time da NFL a usar a formação shotgun. A jogada foi nomeada pelo treinador Red Hickey, o criador da formação, em 1960. O afastamento do quarterback da linha de scrimmage foi projetado para dar um maior tempo para o jogador escolher o melhor alvo de lançamento. A formação foi utilizada pela primeira vez em 1960 e permitiu que os 49ers vencessem o Baltimore Colts (atual Indianapolis Colts), que não estavam familiarizados com a formação.
Em 1962, os Niners tiveram uma temporada frustrante, a qual ganharam apenas 6 jogos, sendo apenas um deles em seus domínios. O time continuou mal até a temporada de 1965, quando se recuperaram e terminaram a temporada com um recorde de 7-6-1. Eles foram conduzidos naquele ano por John Brodie, que depois de sofrer por lesões voltou a ser um dos melhores QBs da liga, conseguindo 3,112 jardas e 30 touchdowns naquela temporada.
Os 49ers começaram a temporada de 1970 com 7-1-1, e a única derrota da equipe foi por um ponto diante do Atlanta Falcons. Após derrotas para Detroit e Los Angeles, os 49ers venceram seus dois últimos jogos antes do final da temporada, ambos contra o Oakland Raiders. Quando chegaram na última partida o time liderava a conferência por meio jogo, logo precisavam de uma simples vitória ou torcer para o segundo colocado, Los Angeles Rams, perder seu jogo. No início do jogo do rival, os Rams esmagaram seu adversário, New York Giants, por 31-3, forçando assim a vitória dos 49ers. Mesmo com a vitória de Los Angeles, o time de São Francisco venceu por 38-7, dando ao 49ers seu primeiro título divisional. Naquela temporada o time enviou cinco jogadores para o Pro Bowl, incluindo o quarterback John Brodie, o Wide Receiver Gene Washington e o linebacker Dave Wilcox. Além disso, o treinador Nolan foi nomeado Treinador do Ano. Após a temporada de 1970, a equipe mudou de estádio, indo para o Candlestick Park. Apesar de estar localizado na periferia da cidade, o estádio deu ao time uma instalação muito mais moderna, com mais conforto e de melhor acesso.
Em 1972, os 49ers venceram seu terceiro título consecutivo da NFC West, sendo o primeiro time a conseguir este feito. Pelo terceiro ano consecutivo, seu adversário nos playoffs foi o Dallas Cowboys. Nesta partida, o time liderava o placar por 28-16 até o final do último quarto, quando os Texanos conseguiram uma virada impressionante, culminando no onside kick bem sucedido, que resultou no TD e na vitória por 30-28.
As temporadas seguintes foram de extremo ostracismo para a equipe, salvo o bom jogo corrido de 1976, levando o RB Delvin Williams para o Pro Bowl. A pior delas foi a de 1978, quando o time terminou com o recorde de 2-14, ganhando apenas do Cincinnati Bengals e do Tampa Bay Buccaneers.

### 1979-1980: A chegada de Bill Walsh e Joe Montana

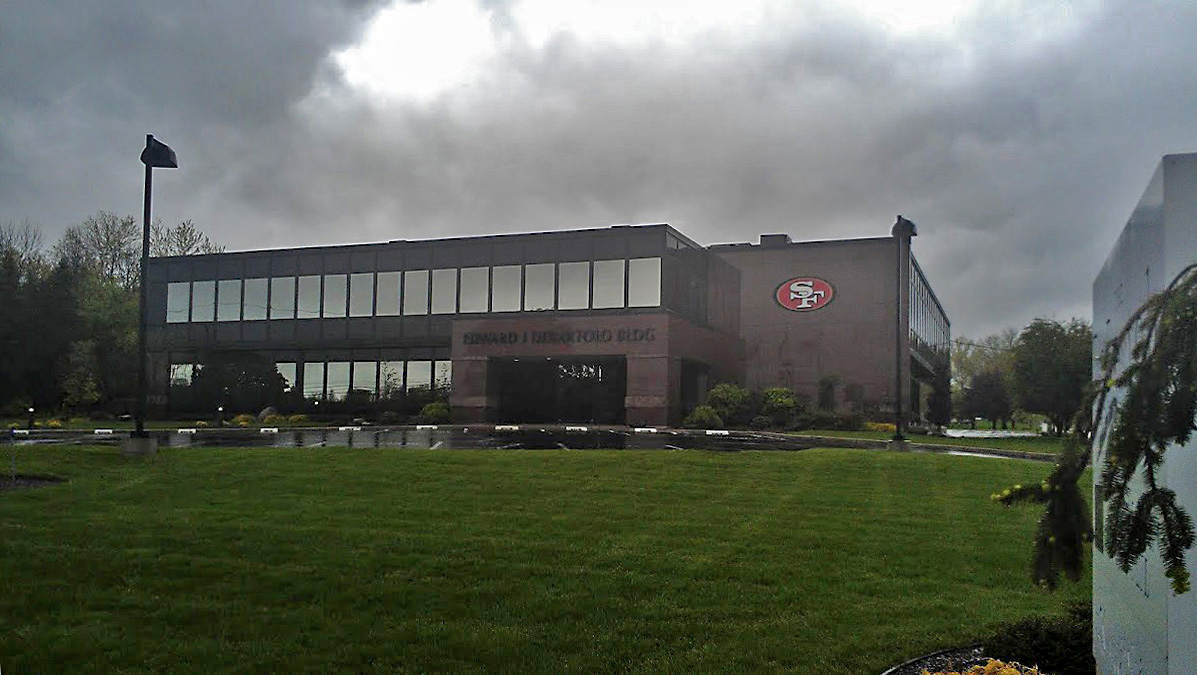
A sede da The DeBartolo Corporation em Boardman, Ohio, com o logotipo 49ers no prédio, significando a posse da equipe pela família DeBartolo-York, baseada em Youngstown.

A equipe foi liderada para a sua recuperação das temporadas de 1970 pelo novo proprietário Edward J. DeBartolo Jr. e pelo treinador Bill Walsh, ex-ténico da Universidade de Stanford. Bill Walsh já tinha experiência na NFL, onde foi coordenador ofensivo dos Bengals de 1968-1975, decidindo voltar para o College Football depois de não ser efetivado como Treinador Principal.
No primeiro ano de Walsh, os 49ers tinham como alvo o quarterback da Universidade de Notre Dame, Joe Montana, para a primeira escolha do draft. Montana tinha desfrutado de uma grande carreira no College, liderando a universidade para o título nacional em 1977 e muitas vitórias de virada, sendo a mais impressionante delas no Cotton Bowl de 1979. De baixo de uma tempestade de neve, Montana estava com uma gripe muito forte e a sua universidade estava perdendo por 34-13 para a Universidade de Houston no terceiro quarto. No entanto, Montana comandou uma vitória magnífica que culminou com um passe para touchdown no final do jogo, ganhando por 35-34.
Apesar disso, a maioria dos times não viram Montana como uma grande jogador, e sim apenas um jogador mediano cercado por uma grande equipe. No draft de 1979, os Cowboys foram colocados à frente do 49ers, porém não o escolheram, alegando que a posição de quarterback não era a mais urgente para o time, draftando o tight end Doug Cosbie. Assim, os 49ers puderam levar o tão sonhado jogador para São Francisco, na 3ª rodada. No mesmo draft outro notável jogador foi escolhido, o wide receiver Dwight Clark na 10ª rodada.

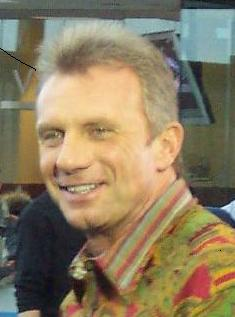
Joe Montana em 2006

A primeira experiência de Montana foi em 1980, quando o treinador alternava ele e DeBerg como quarterbacks, a fim do novato ganhar mais experiência, já que a temporada estava perdida. Em números, DeBerg foi titular em nove jogos, conseguindo 4-5 com 1.998 jardas, 12 touchdowns e 17 interceptações. Montana foi titular em sete jogos, indo 2-5 com 1.795 jardas, 15 touchdowns e nove interceptações; Montana também teve um rating melhor, sendo 64.6 contra 57,9.
O sinal de que coisas boas estavam vindo aconteceu na semana 14 da temporada regular do mesmo ano. Os 49ers perdiam para o New Orleans Saints, que na época estavam com recorde de 0-13, por 35-7 no intervalo. Todavia, liderado por Joe Montana, a equipe fez (o que era então) foi a maior virada da na história da NFL, ganhando o jogo por 38-35. Essa foi a primeira grande virada de Montana na liga, que ganhou o título de único QB titular.

### 1981-1984: Os dois primeiros Super Bowls

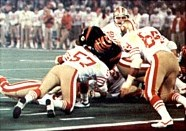
O treinador principal, Bill Walsh, levou o 49ers ao seu primeiro título da NFL, derrotando os Bengals por 26-21 no Super Bowl XVI.

Com o ataque jogando bem, Walsh e os 49ers focaram em melhorar a defesa em 1981. O técnico tomou a decisão incomum de mudar todos os seus jogadores da secundária, nomeando novatos e contratações como titulares, trazendo Ronnie Lott, Eric Wright e Williamson Carlton. Ele também adquiriu o veterano linebacker Jack "Hacksaw" Reynolds e o especialista em sacks Fred Dean. Com essas contratações, além dos bons jogadores que já estavam no elenco como Keena Turner, San Francisco se tornou um time mais equilibrado.
O time terminou a temporada com um recorde de 13-3, sendo este o melhor desempenho da equipe até então. Naquele ano, os 49ers enfrentaram o New York Giants no Divisional Round e venceram por 38-24. O próximo adversário seria o Dallas Cowboys, mais uma vez na final de conferência, o NFC Championship Game. Este é até hoje lembrado como um dos maiores jogos da história. Faltando 4:54, os Niners estavam com a bola na sua linha de 11 jardas perdendo o jogo por 27-21. Depois de uma campanha magnífica, Joe Montana lançou um passe de 6 jardas para a endzone, que foi recebido por Dwight Clark, deixando ainda 27 segundos no cronômetro. A jogada ficou conhecida como "The Catch". No Super Bowl XVI, San Francisco enfrentou o time de Cincinnati, liderando o placar por 20-0 até o intervalo. O jogo acabou 26-21, dando ao San Francisco 49ers o seu primeiro título de Super Bowl.
A temporada de 1982 começou mal para a equipe, tendo um recorde de 3-6 nos primeiros nove jogos. Joe Montana foi o destaque destas partidas, passando para 2,613 jardas.

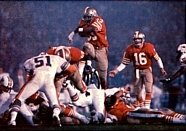
Roger Craig (no meio) e Joe Montana (direita) levaram os 49ers a duas vitórias em Super Bowls em três temporadas.

Em 1983, os 49ers termiraram com um recorde de 10-6, ganhando seu segundo título da NFC Western em três anos, batendo os Lions por 24-23 no divisional round e disputando mais uma vez a final de conferência. Na Final, San Francisco estava perdendo por 21-0, mas conseguiu o empate, cedendo a derrota no final por 24-21 para o Washington Redskins, levando o time da capital estadunidense para o Super Bowl XVIII.
Em 1984, os 49ers tiveram uma das maiores temporadas na história da equipe, terminando com um recorde de 15-1, estabelecendo o recorde de maior número de vitórias de uma temporada regular, que mais tarde foi igualado pelo Chicago Bears em 1985, Minnesota Vikings em 1998, Pittsburgh Steelers em 2004 e Green Bay Packers em 2011, e finalmente quebrado pelo New England Patriots em 2007, quando conseguiram o recorde de 16-0. A única derrota da temporada foi por 20-17 contra os Steelers, quando os Niners tiveram a chance de um field goal nos últimos segundos, mas o chute foi desperdiçado. Nos playoffs, eles bateram o New York Giants por 21-10 e o Chicago Bears por 23-0 na final de conferência. No Super Bowl XIX, eles bateram o Miami Dolphins do lendário e MVP da temporada, Dan Marino, por 38-16.

### 1985-1989: Jerry Rice e a volta aos Super Bowls
Jerry Rice foi escolhido no Draft de 1985, sendo a 16° escolha no geral. Ele não teve muito sucesso nos primeiros anos, mas veio a se tornar um dos maiores WR da história da liga. Em 1987, San Francisco chegou aos playoffs como um dos favoritos ao SB, porém Montana fez um de seus piores jogos da história, perdendo no NFC Divisional Round para o Minnesota Vikings por 36-28. Neste jogo Steve Young entrou por conta do mal desempenho de Montana e marcou 2 TDs, um correndo e outro passando. A partir daí começou a controvérsia: "quem deve ser o QB titular dos 49ers?". Por conta disso, muitas pessoas acreditavam que a temporada de 1988 seria a última de Joe Montana pelo time da Califórnia. Neste ano, Walsh decidiu alternar os QBs, muito por conta da lesão de Montana. Após um recorde de 6-5, Ronnie Lott convocou uma reunião de apenas jogadores, a fim de que o time reencontrasse o caminho das vitórias. A reunião deu certo, e no jogo seguinte os 49ers bateram o atual campeão, Washington Redskins, no Monday Night Football, terminando a temporada com um recorde de 10-6.
Na pós-temporada, a equipe ganhou dos Vikings no Divisional Round e foram enfrentar os Bears em Chicago, onde a temperatura era de 26 graus abaixo de zero. Apesar disso, Montana fez um ótimo jogo e os Niners saíram vencedores por 28-3, tendo que enfrentar os Bengals no Super Bowl XXIII. San Francisco ganhou de 20-16, e Jerry Rice foi nomeado o MVP do Super Bowl. Após aquela partida, Bill Walsh se aposentou, e seu coordenador defensivo, George Seifert, assumiu o posto de Treinador Principal na temporada seguinte.
A temporada de 1989 foi lendária. Joe Montana lançou para 3,521 jardas, 26 TDs e 8 INT, conseguindo um rating de 112,4, que na época era a nota máxima, e foi nomeado MVP da temporada com todos os méritos. Jerry Rice teve 1,490 jardas e 17 TDs, outra marca impressionante. O time terminou com um recorde de 14-2, tendo a vantagem de jogar todas as partidas dos playoffs em casa. No jogo de divisão, eles venceram os Vikings facilmente por 41-13; Na final da NFC, eles jogaram contra os Rams pela terceira vez na temporada, ganhando por 30-3; no Super Bowl XXIV enfrentaram o Denver Broncos, e venceram por 55-10, estabelecendo o recorde de pontuação em um SB. Esta equipe é considerada por muitos a mais dominante da história da NFL, combinando para mais de 100 pontos em 3 jogos na pós-temporada.

### 1990-1998: Steve Young e o último Super Bowl

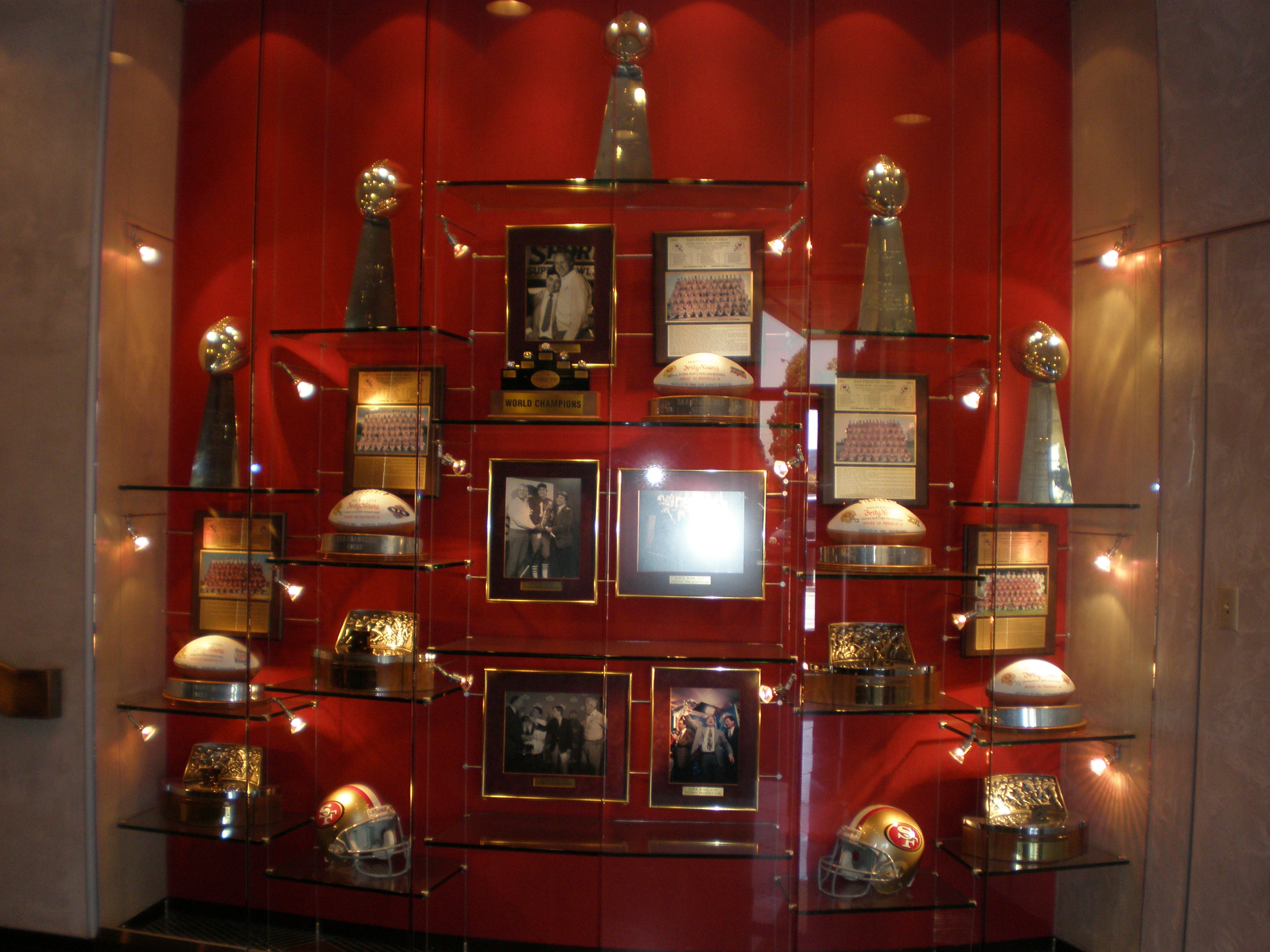
Os troféus dos 49ers no Centro Esportivo Marie P. DeBartolo

Em 1990, os Forty-Niners poderiam conseguir seu terceiro Super Bowl seguido, e depois da temporada de 14-2 isto pareceu ainda mais viável. Só que na final de conferência contra os Giants, Montana se machucou no último quarto e faltando poucos segundos o time de New York conseguiu converter uma tentativa de fake punt, chutando o Field Goal da vitória e ganhando por 15-13.
Em 1992, Montana voltou ao time depois de perder quase uma temporada completa por conta de uma contusão no cotovelo, e apesar do reserva Steve Young ter feito uma boa temporada, Montana foi colocado como titular quando se recuperou. Foi aí que começou a discussão de quem deveria ser o QB titular. A história acabou quando Joe Montana pediu para ser negociado com outra equipe, indo para o Kansas City Chiefs, fazendo de Steve Young o quarterback titular de San Francisco.
Em 1994, segundo ano de Young como QB titular, o time terminou com um recorde de 13-3, ganhando do Chicago Bears no divisional round. Na Final de Conferência, eles ganharam do Dallas Cowboys por 38-28, avançando para o tão sonhado quinto Super Bowl, o primeiro a ser jogado entre duas equipes da Califórnia: San Francisco 49ers e San Diego Chargers. San Francisco venceu com autoridade por 49-26, se tornando o primeiro time a conseguir 5 Super Bowls. Steve Young foi nomeado MVP da partida, passando para 6 TDs.

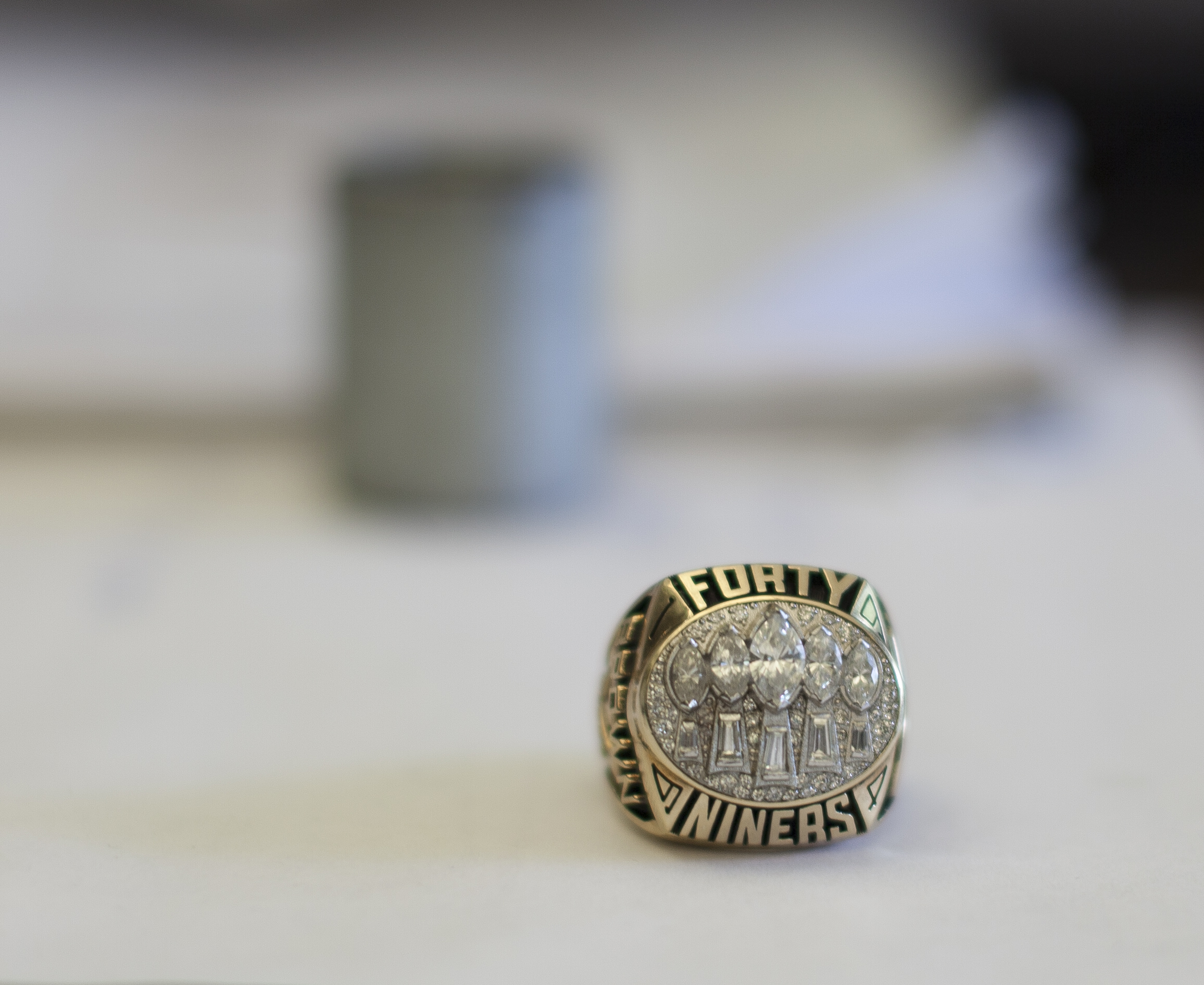
O anel dos 49ers para o Super Bowl XXIX.

Em 1998, Jerry Rice voltou depois de se recuperar de uma lesão no joelho. Naquele ano, os 49ers tiveram o segundo ataque mais produtivo da história e Steve Young teve a melhor temporada de sua carreira, passando para 4,170 jardas e 36 TDs. San Francisco terminou a temporada com um recorde de 12-4, conseguindo uma vaga no wildcard, enfrentando Green Bay, o atual campeão. O time da Califórnia perdia por 27-23 nos últimos segundos, onde só um touchdown daria a vitória. Steve Young conduziu a campanha e no último lance da partida lançou um passe para Terrell Owens, que cruzou a linha de gol, deixando o placar em 30-27 depois do Extra Point. Aquela jogada ficou conhecida como "The Catch II". No jogo seguinte a equipe foi derrotada pelos Falcons, mas aquela partida contra Green Bay entrou para a história da liga.

### 1999–2002: Alteração de propriedade
Os 49ers de 1999 tiveram um recorde inicial de 3-1, e em um jogo contra o Arizona Cardinals, Steve Young sofreu um ataque do cornerback Aeneas Williams que o tirou do jogo e acabou convencendo ele a se aposentar. Na época, acreditava-se que o ataque severo terminou sua carreira, mas Young disse em entrevistas que ele poderia voltar e jogar outra temporada ou duas. Depois de se encontrar com o então gerente geral Bill Walsh e de saber como os problemas salariais tornariam a equipe não competitiva, Young optou por se aposentar em vez de arriscar sua saúde a longo prazo por um provável time perdedor. Sem o seu futuro membro do Hall da Fama, Jeff Garcia, de 29 anos, assumiu o cargo de quarterback titular, mas ele seria bancado por performances ruins em favor de Steve Stenstrom. Garcia seria reintegrado como quarterback titular nos últimos 5 jogos da temporada regular. Os 49ers perderam 11 de seus últimos 12 jogos e tiveram sua primeira temporada com mais derrotas em um ano sem greve desde 1980, que também foi a última vez que os 49ers não venceram pelo menos dez ou mais jogos em uma temporada.
Antes da temporada de 2000, Jeff Garcia foi nomeado o quarterback titular, apesar dos 49ers terem selecionados dois quarterbacks no Draft (Giovanni Carmazzi na terceira rodada e Tim Rattay na sétima). Garcia manteve o cargo durante toda a temporada e mostrou uma melhora drástica em relação ao ano anterior. Ele quebrou um recorde de franquia de mais jardas em uma temporada com 4.278 jardas. Ele também teve 31 touchdowns e apenas 10 interceptações. No entanto, o 49ers terminou com um recorde de 6-10, não indo para os playoffs pela segunda temporada consecutiva, pela primeira vez desde 1979 e 1980. Essa foi a última temporada de Jerry Rice com os 49ers; ele jogou 16 temporadas com a equipe.
Na temporada de 2001, os 49ers se estabeleceram novamente como uma equipe de playoffs após dois anos consecutivos. Eles terminaram com um recorde de 12-4 e uma vaga no wild card. No primeiro jogo de playoff da equipe em 2 anos, eles jogaram contra o Green Bay Packers no Lambeau Field, mas perderam por 25-15.
A temporada da NFL de 2002 começou com o realinhamento divisional. Os 49ers ganharam dois novos rivais divisionais: Seattle Seahawks e Arizona Cardinals, enquanto os ex-rivais da divisão Atlanta Falcons, New Orleans Saints e Carolina Panthers se mudaram para a recém-formada NFC South. Mesmo que o time não tenha tido o mesmo sucesso da temporada regular de 2001, o 49ers venceu o NFC West pela primeira vez desde 1997, com um recorde de 10-6. Nos playoffs, eles receberam o New York Giants no Wild Card. Os Giants tiveram uma vantagem de 38-14 no final do terceiro quarto; No entanto, a defesa dos Giants, que havia sido altamente classificada durante todo o ano, começou a entrar em colapso e Jeff Garcia liderou a virada para 39-38. Os 49ers perderam na semana seguinte para o Tampa Bay Buccaneers no Divisional Round por 31-6. Esta foi a última aparição na pós-temporada para os 49ers até os playoffs de 2011. Steve Mariucci, cujas declarações publicadas sobre seu grau de poder na organização haviam desgastado as já tensas relações com a administração, foi demitido por John York, apesar de um recorde de vitórias.

### 2003–2010: Lutas
O técnico do Oregon State, Dennis Erickson, assinou um contrato de cinco anos para substituir Mariucci. A contratação de Erickson foi altamente criticada pelos fãs e pela mídia, já que a filosofia ofensiva de Erickson era muito diferente da ofensa da Costa Oeste. A temporada de 2003 foi de turbulência para os 49ers, a equipe rapidamente começou a se desentender quando o relacionamento entre Garcia e Owens azedou. A equipe também foi devastada por lesões dos principais jogadores de ambos os lados da bola; O jogo muitas vezes imprudente de Jeff Garcia começou a tomar um pedágio em cima dele, como ele foi forçado a perder 3 jogos durante a temporada.
Os 49ers terminaram com um recorde de 7-9 e não foram para os playoffs. As ações de Owens dentro e fora do campo levaram os 49ers a trocá-lo com o Philadelphia Eagles durante a offseason. Vários outros jogadores importantes dos 49ers foram liberados devido a preocupações com limites salariais, incluindo Garcia e Hearst. A equipe terminou a temporada de 2004 com um recorde de 2-14, terminando em último na NFC West pela primeira vez desde 1979. Com o pior recorde na NFL, a equipe garantiu os direitos para a primeira escolha no Draft. No fim da temporada, Dennis Erickson e o gerente geral Terry Donahue foram demitidos.

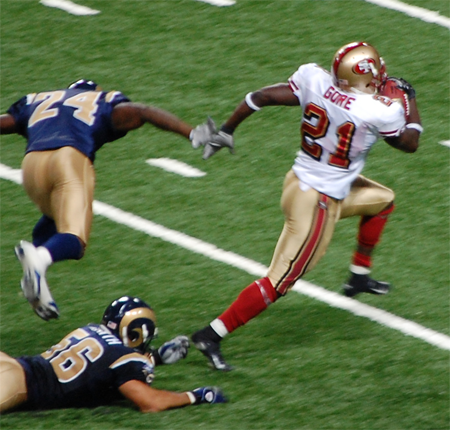
O running back dos 49ers, Frank Gore, em ação contra o St. Louis Rams em 2007

Depois de uma extensa pesquisa, os 49ers contrataram o coordenador defensivo do Baltimore Ravens, Mike Nolan, como treinador principal. No primeiro draft de Mike Nolan como treinador principal, ele selecionou o quarterback Alex Smith, da Universidade de Utah, com a primeira escolha geral do Draft de 2005. Foi uma escolha prevista pela maioria, embora muitos pensassem que os 49ers poderiam escolher Aaron Rodgers da Universidade da Califórnia.
A temporada de estreia de Alex Smith foi um desastre, produzindo apenas um touchdown contra onze interceptações. A equipe terminou em 4º lugar na NFC West pelo segundo ano consecutivo, com um recorde de 4-12. Isso rendeu ao 49ers a 6ª escolha no Draft de 2006, que eles usaram para elaborar o tight end Vernon Davis.
Alex Smith e a equipe melhoraram bastante em 2006, liderados pelo jogador do segundo ano, Frank Gore, da Universidade de Miami. Gore correu para um recorde de franquia de 1.695 jardas, juntamente com 8 touchdowns. Ele foi premiado com sua primeira aparição no Pro Bowl. No entanto, a equipe terminou com um recorde de 7-9, sua quarta temporada consecutiva com mais derrotas.

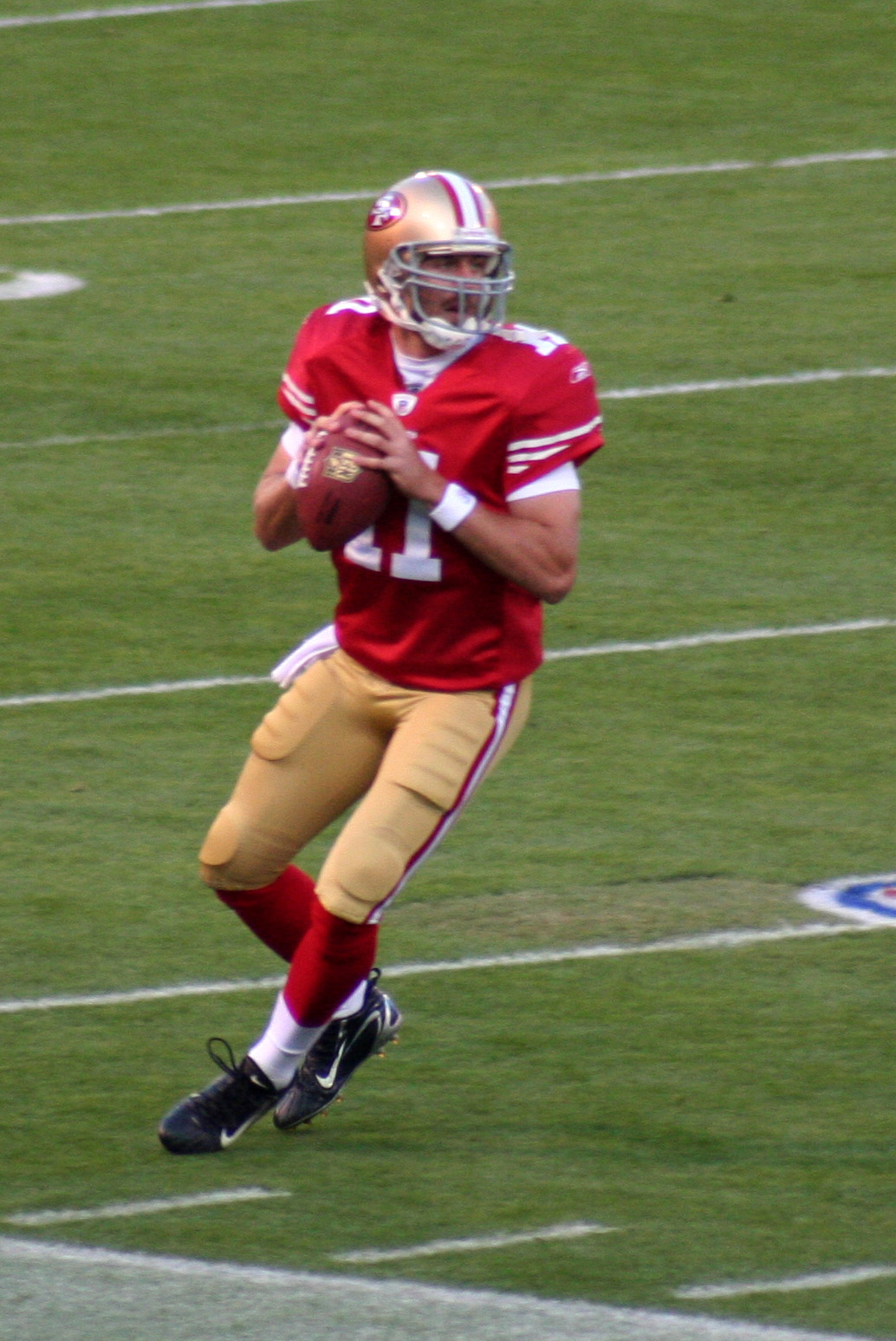
Antigo quarterback do 49ers, Alex Smith

Antes do início da temporada de 2007, o treinador do Hall of Fame, Bill Walsh, morreu de complicações da leucemia. Os 49ers começaram a temporada com 2-0, pela primeira vez desde 1998. No quarto jogo da temporada, contra o Seattle Seahawks, Alex Smith sofreu uma lesão no ombro, uma lesão que dificultou seriamente o seu jogo. e, finalmente, levou a um final precoce de sua campanha de 2008 depois de ter que fazer uma cirurgia. Devido a lesão de Alex Smith, os 49ers perderam oito jogos seguidos consecutivos da semana três até a semana 12, terminando o ano com um decepcionante recorde de 5-11.
Foram levantadas questões sobre o futuro de Alex Smith, cujas três primeiras temporadas foram atormentadas por jogadas inconsistentes, lesões e nunca ter tido o mesmo coordenador ofensivo de um ano para o outro. O treinador Mike Nolan e o novo coordenador ofensivo Mike Martz afirmaram que uma competição entre Smith, Shaun Hill e JT O'Sullivan, passaria pelos dois primeiros jogos de pré-temporada de 2008. O'Sullivan foi escolhido como titular dos 49ers por causa de sua familiaridade com Martz e depois de um desempenho melhor que Smith ou Hill nos três primeiros jogos de pré-temporada.
Em 20 de outubro de 2008, após um início de 2-5, Mike Nolan foi demitido. O treinador-adjunto Mike Singletary, foi nomeado o treinador interino. A equipe venceu cinco de seus sete jogos finais e terminou a temporada com um recorde de 7-9. Após o último jogo da temporada, Singletary foi nomeado treinador permanente por Jed York, que havia sido nomeado presidente da equipe poucos dias antes. Jed York é o filho mais velho de John York e Denise DeBartolo York.

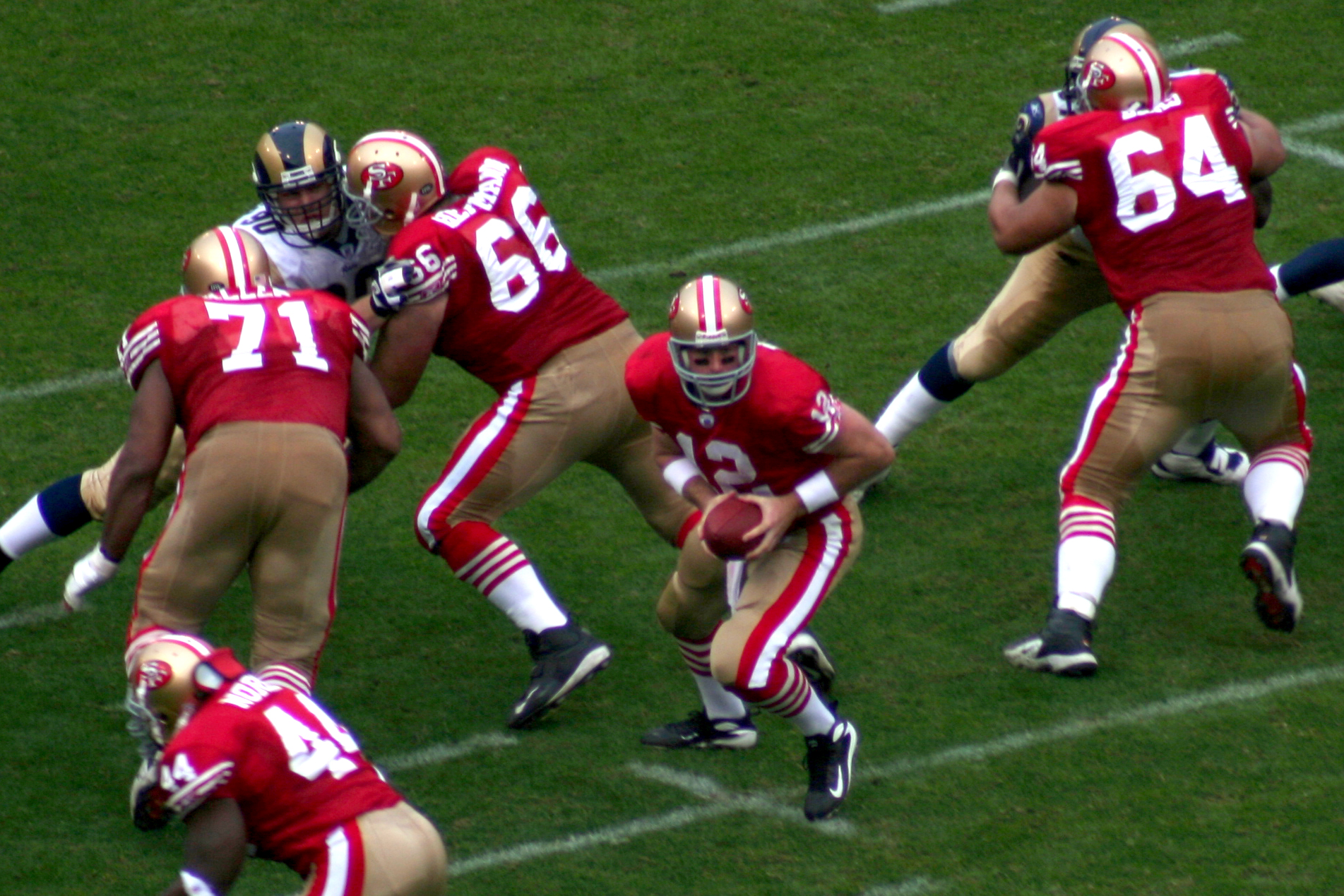
O ataque dos 49ers em 2007. O quarterback Trent Dilfer está usando a camisa 12.

Em 25 de abril de 2009, os 49ers selecionaram o WR Michael Crabtree, um jogador que muitos pensaram que ficaria entre os cinco primeiros, com a 10ª escolha na primeira rodada do Draft de 2009. Os 49ers registrou um recorde de 8-8 após uma temporada frustrante, perdendo apenas 2 jogos por mais de um touchdown. No entanto, foi a primeira temporada não perdida da equipe desde 2002.
Apesar de não ir para os playoffs pela sétima temporada consecutiva, vários jogadores-chave mostraram sinais de melhora. Alex Smith recuperou seu papel como quarterback titular do 49ers, passando para mais de 2.000 jardas com 19 touchdowns, enquanto Frank Gore conquistou sua quarta temporada consecutiva de 1.000 jardas, um recorde de 49ers. O safety Dashon Goldson mostrou sinais de potencial em seu primeiro ano como titular em tempo integral, ao contabilizar 94 tackles, quatro interceptações, três fumble forçado e dois sacks. Vernon Davis, em particular, teve um grande avanço como tight end, sendo selecionado para o Pro Bowl com 965 jardas e 13 touchdowns (empatando o recorde da NFL para sua posição).
A temporada de 2010 começou com os 49ers favoritos para vencer a NFC West, mas a temporada foi um desastre. Eles começaram em 0-5, seu pior começo desde os dias sombrios de 1979. Em 27 de dezembro de 2010, os 49ers demitiram Mike Singletary como treinador principal, nomeando Jim Tomsula como treinador interino para o último jogo da temporada. Eles terminaram com um recorde de 6-10.

### 2011–2014: Era Jim Harbaugh
Em 7 de janeiro de 2011, Jim Harbaugh, ex-treinador da Universidade de Stanford, foi nomeado o novo treinador dos 49ers. No Draft de 2011, os 49ers selecionaram o quarterback Colin Kaepernick, da Universidade de Nevada, com a 36ª escolha geral na segunda rodada.

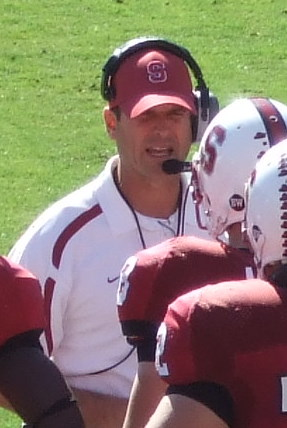
Em 2011, Jim Harbaugh foi nomeado o novo treinador dos 49ers.

Após o fim de uma disputa trabalhista que quase ameaçou adiar ou cancelar a temporada de 2011, os 49ers tomaram uma decisão controversa de re-contratar Alex Smith com um contrato de US $ 4,8 milhões por um ano. Por causa da decisão de contratar Smith e de um recuo abreviado com a contratação de uma nova equipe técnica, esperava-se que a equipe estivesse entre as piores da NFL. Apesar disso, a primeira temporada de Harbaugh foi um enorme sucesso. Após 10 semanas, os 49ers estavam em 9-1, Alex Smith floresceu no novo sistema, revivendo sua carreira enquanto jogava por mais um novo coordenador ofensivo - seu sexto em seis anos. Na semana 13, os 49ers venceram a NFC West com uma vitória contra o St. Louis Rams, terminando finalmente a sua seca de nove anos sem ir para os playoffs. Os 49ers terminaram a temporada com um recorde de 13-3.
No Divisional Round, eles derrotaram o New Orleans Saints por 36-32 depois de um passe de touchdown de Alex Smith para Vernon Davis nos segundos finais do jogo. A equipe chegou a Final da NFC pela primeira vez desde 1997 e enfrentou os New York Giants. Eles perderam para os Giants com um placar de 20-17 na prorrogação, encerrando sua temporada 2011 com decepção, mas grande promessa.
Em 2012, os 49ers estavam previstos para serem os campeões da NFC West e, possivelmente, ir para o Super Bowl. Começando a temporada 6-2, os 49ers enfrentou o St. Louis Rams na semana 10. Alex Smith sofreu uma concussão no segundo quarto e saiu do jogo. Na semana seguinte, Kaepernick e os 49ers golearam os Chicago Bears por 32-7 e Harbaugh escolheu Kaepernick como titular na próxima semana contra o New Orleans Saints, apesar de Smith ter sido liberado para jogar. Apesar de Smith liderar a NFL em porcentagem de conclusão (70%) e rating (104,1), Kaepernick foi considerado mais dinâmico com sua capacidade de embaralhamento e força de braço. Kaepernick estabeleceu o recorde de jardas terrestre para um quarterback nos playoffs com 181 jardas contra o Green Bay Packers. Os 49ers derrotaram o Packers e o Atlanta Falcons nos playoffs e avançaram para o Super Bowl XLVII, mas não tiveram sua sexta vitória no Super Bowl contra o Baltimore Ravens, que foi treinado por John Harbaugh, 34-31.
Os 49ers terminou a temporada de 2013 com um recorde de 12-4 e se classificou para os playoffs como wildcard, com seu primeiro jogo no Lambeau Field contra o Green Bay Packers. Em 5 de janeiro de 2014, o San Francisco 49ers derrotou o Green Bay Packers por 23-20. Em 12 de janeiro de 2014, os 49ers derrotaram o Carolina Panthers por 23-10, avançando para a sua terceira Final consecutiva da NFC. No entanto, a temporada dos 49ers terminou no CenturyLink Field em Seattle, quando eles perderam para os Seahawks por 23-17.
Depois que os Niners tiveram sua primeira temporada 8-8 em 4 anos, não alcançando os playoffs, Harbaugh e os 49ers decidiram se separar em 28 de dezembro de 2014, após o último jogo da temporada, contra o Arizona Cardinals, que o 49ers venceu por 20-17.

#### Substituição do Candlestick Park
Em 8 de novembro de 2006, surgiram relatos de que os 49ers terminaram as negociações com a cidade de San Francisco sobre a construção de um novo estádio e planejam fazê-lo em Santa Clara, um subúrbio de San Jose; Santa Clara já abriga a sede administrativa e o centro de treinamento da equipe. Os Yorks e o então prefeito de San Francisco, Gavin Newsom, falaram nos últimos meses sobre a construção de um estádio com financiamento privado em Candlestick Point, que deveria fazer parte da candidatura da cidade para os Jogos Olímpicos de 2016. A decisão final dos 49ers de mudar o estádio acabou com a candidatura de São Francisco para os Jogos Olímpicos de 2016. São Francisco, Los Angeles e Chicago foram as três cidades que competiram para serem a escolha do Comitê Olímpico dos EUA para concorrer aos jogos de 2016, com Chicago emergindo como o eventual vencedor.
O 49ers patrocinou o Measure J, que apareceu na cédula de Santa Clara em 8 de junho de 2010, para construir um novo estádio como o futuro lar do San Francisco 49ers naquela cidade. A medida passou com 58,2% do total de votos. Isso foi visto como o primeiro passo para ser construído em Santa Clara.
No site dos 49ers, o dono da equipe, o empresário John York, tinha uma carta dizendo que depois que um estádio fosse construído em Santa Clara, a equipe manteria seu nome "São Francisco", embora a equipe não estivesse mais localizada na Área Metropolitana de São Francisco.
A senadora estadunidense Dianne Feinstein e outros líderes ameaçaram uma tentativa de impedir a equipe de usar "San Francisco" ou "49ers" no nome da equipe, mas provavelmente não teriam conseguido sem mudanças na lei estadual ou federal.
Devido à mudança da equipe para Santa Clara (que é adjacente a San Jose, maior que São Francisco por 145.000 habitantes e 30 milhas distante São Francisco), os 49ers agora se tornam a única equipe atual (e possivelmente a qualquer momento) em qualquer esporte de liga principal ou menor nos EUA para usar o apelido de uma cidade mais longe (San Francisco) do estádio / arena que uma cidade mais próxima com uma população mais alta (San Jose).
Em 8 de maio de 2013, o San Francisco 49ers da NFL anunciou que a Levi Strauss & Co., sediada em San Francisco, havia comprado os direitos de nome de seu novo estádio em Santa Clara. O acordo de direitos de nomes exige que a Levi's pague US $ 220,3 milhões para a cidade de Santa Clara e os 49ers em 20 anos, com a opção de estender o negócio por mais cinco anos, por cerca de US $ 75 milhões.

### 2017–Presente: a era Kyle Shanahan
Jim Tomsula foi contratado em 14 de janeiro de 2015 para substituir Jim Harbaugh. Em 4 de janeiro de 2016, os 49ers demitiram Tomsula depois que ele os levou para um recorde de 5-11 na temporada de 2015.
Em 14 de janeiro de 2016, Chip Kelly foi contratado como treinador principal. O mandato de Kelly começou com uma vitória enfática de 28-0 sobre o Los Angeles Rams no Monday Night Football. No entanto, a equipe perdeu 13 jogos consecutivos até derrotar os Rams por 22-21 em 24 de dezembro de 2016. Em 21 de outubro de 2016, em um ranking ESPN de franquias esportivas profissionais, os 49ers foram classificados como a pior franquia. Os 49ers acabaram demitindo Kelly após a conclusão da temporada regular, terminando com um recorde de 2-14.
Em 2016, o quarterback dos 49ers, Colin Kaepernick, iniciou uma tendência de ajoelhar-se durante a execução do hino nacional. Destinado a protestar contra o tratamento de minorias nos Estados Unidos, a tendência se espalhou por toda a NFL e provocou polêmica política. O Presidente Donald Trump pronunciou-se contra os protestos várias vezes e o Vice-Presidente Mike Pence abandonou o jogo dos 49ers em outubro de 2017, ao ver os jogadores se ajoelharem.
Depois de contratar John Lynch como gerente geral e Kyle Shanahan como treinador principal, os 49ers começaram a temporada de 2017 com nove derrotas consecutivas. Depois de uma vitória sobre o New York Giants e uma derrota para o Seattle Seahawks, os 49ers contratou o quarterback do New England Patriots, Jimmy Garoppolo. Eles ganharam seus próximos cinco jogos com Garoppolo no comando e terminaram a temporada com um recorde de 6-10. Após a temporada, os 49ers assinaram com Garoppolo uma extensão de contrato de US $ 137,5 milhões em cinco anos. Isso fez dele o jogador mais bem pago da história da NFL por ano na época.
Os 49ers começaram a temporada de 2019 com oito vitórias seguidas, um feito que não tinha sido alcançado desde 1990. Em 2019, os venceram treze dos dezesseis jogos da temporada regular e tiveram o segundo melhor ataque da liga com a melhor campanha da NFC (pela primeira vez desde 1997. No seu primeiro jogo de playoffs desde 2013, contra o Minnesota Vikings, os 49ers não tiveram dificuldades em bater os Vikings por 27 a 10. Esta vitória garantiu uma vaga no NFC Championship Game, no Levi's Stadium, contra o Green Bay Packers. Em 19 de janeiro de 2020, eles venceram os Packers por 37 a 20, chegando ao seu primeiro Super Bowl desde 2012. Os 49ers se tornaram a primeira equipe a alcançar o Super Bowl após quatro temporadas com pelo menos dez derrotas. No Super Bowl LIV, perderam para o Kansas City Chiefs, de virada, por 31 a 20.
A temporada de 2020 foi marcada por inúmeras contusões e a equipe venceu apenas seis partidas.
Em 2021, eles venceram dez jogos (de dezessete) e avançaram para os playoffs. Em 16 de janeiro de 2022, derrotaram o Dallas Cowboys por 23 a 17 na rodada de repescagem. Na semana seguinte, na rodada divisional, eles derrotaram o Green Bay Packers por 13 a 10, conquistando a vitória na última jogada da partida. em 30 de janeiro, perderam para o Los Angeles Rams no NFC Championship, com Jimmy Garoppolo novamente jogando mal.
Em 2022, os 49ers superaram um começo de três vitórias e quatro derrotas no início da temporada e avançaram para treze vitórias e quatro derrotas no fim do ano, conquistando o título da divisão. Trey Lance, que era o titular original dos Niners, se machucou nos primeiros três jogos e foi substituído por Garoppolo. No entanto, após uma lesão durante um jogo contra o Miami Dolphins, Garoppolo foi substituído pelo quarterback reserva Brock Purdy, que se tornou uma estrela dentro da equipe, vencendo todas as partidas que atuou lançando para 13 touchdowns e 4 interceptações nos últimos cinco jogos para garantir a 2ª posição na NFC e uma vaga nos playoffs. Na rodada de Wild Card (repescagem), os 49ers derrotaram os Seahawks por 41 a 23. Na Rodada Divisional, derrotaram os Dallas Cowboys por 19 a 12. No entanto, na Rodada do Campeonato da NFC, tanto Purdy quanto o quarto quarterback  reserva, Josh Johnson, sofreram lesões. Os 49ers tiveram dificuldades para marcar pontos ofensivos e perderam por 7 a 31 para o Philadelphia Eagles, que seguiriam para perder para o Kansas City Chiefs no Super Bowl.
Esta foi a última temporada tanto para Trey Lance quanto para Jimmy Garoppolo, que foram negociados com o Dallas Cowboys e Las Vegas Raiders, respectivamente, tornando Brock Purdy o quarterback titular para a temporada de 2023. Eles abriram a temporada com uma sequência de vitórias de cinco jogos, mas depois perderam para o Cleveland Browns com um chute de campo perdido no último minuto, resultando em uma sequência de três derrotas indo para a semana de folga. Após a semana de folga, a equipe iniciou uma sequência de seis vitórias e garantiu o NFC West após vencer o Arizona Cardinals por 45 a 29. Duas semanas depois, os 49ers garantiram a primeira posição na NFC ao vencer o Washington Commanders, combinado com derrotas do Detroit Lions e do Philadelphia Eagles, encerrando a temporada regular com uma campanha de doze vitórias e cinco derrotas.
Na pós-temporada, eles derrotaram o Green Bay Packers por 24 a 21 e se classificaram para o NFC Championship Game pela terceira temporada seguida. Na final de conferência, após estar perdendo no intervalo por 24 a 7 contra o Detroit Lions, os 49ers marcaram vinte e sete pontos seguidos para vencer o jogo por 34 a 31, garantindo uma vaga no Super Bowl LVIII, contra o Chiefs. Os 49ers, contudo, acabaram perdendo novamente a final.

## Títulos

### Super Bowls
Os 49ers ganharam cinco Super Bowls, os seus três primeiros com Bill Walsh. Walsh se aposentou depois de conquistar o terceiro título em 1988, mas o técnico George Seifert, venceu o Super Bowl em seu primeiro ano em 1989. Ele também ganharia mais um em 1994.
| Ano                             | Treinador                       | Super Bowl                      | Local                           | Oponente                        | Placar | Recorde |
| ------------------------------- | ------------------------------- | ------------------------------- | ------------------------------- | ------------------------------- | ------ | ------- |
| 1981                            | Bill Walsh                      | XVI                             | Pontiac, Michigan               | Cincinnati Bengals              | 26–21  | 16–3    |
| 1984                            | Bill Walsh                      | XIX                             | Stanford, California            | Miami Dolphins                  | 38–16  | 18–1    |
| 1988                            | Bill Walsh                      | XXIII                           | Miami, Florida                  | Cincinnati Bengals              | 20–16  | 13–6    |
| 1989                            | George Seifert                  | XXIV                            | New Orleans, Louisiana          | Denver Broncos                  | 55–10  | 17–2    |
| 1994                            | George Seifert                  | XXIX                            | Miami, Florida                  | San Diego Chargers              | 49–26  | 16–3    |
| Total de títulos de Super Bowl: | Total de títulos de Super Bowl: | Total de títulos de Super Bowl: | Total de títulos de Super Bowl: | Total de títulos de Super Bowl: | 5      | 5       |

## Logotipo e Uniforme

### Logo

Logo

O primeiro logotipo dos 49ers era um garimpeiro de bigode, vestido em calças listradas e camiseta vermelha, pulando no ar com seu chapéu caindo e empunhando duas pistolas atirando, uma em cada mão. Da fumaça de uma das pistolas pode se perceber a palavra "Forty-Niners". O logotipo alternativo era uma espécie de escudo formando o número "49" com uma bola de futebol na parte superior direita e um "SF" no lado esquerdo inferior. No ano de 1962, a logo dos 49ers se tornou o famoso "SF" no centro de uma bola oval vermelha, com o passar dos anos, a logo sofreu apenas algumas pequenas modificações.

A evolução dos uniformes dos Niners, 1946–hoje

### Uniformes
O San Francisco 49ers tem atualmente dois uniformes diferentes: vermelho e dourado, que é usado em partidas em casa, e o branco e dourado, utilizado em partidas fora de seus domínios. No entanto, os 49ers mudaram as combinações de uniformes muitas vezes ao longo da sua história. No início, em 1946, eles usavam vermelho escuro, que foi mudado para vermelho claro para a temporada de 1948, com um capacete dourado com uma faixa vermelha, meias vermelhas e calças douradas com listras vermelhas e brancas. Entrando na temporada de 1950, a primeira na NFL, o time adaptou três listras para suas camisas vermelhas, vestindo capacetes e calças douradas sem listras e meias vermelhas, com três listras brancas.
Nos primeiros anos da década de 50, os 49ers usavam capacetes vermelhos com uma listra dourada no meio, com calças cor de prata com uma única faixa de vermelho. Nas meias também foi acrescentado as três listras semelhantes ao de camisa. 1955 foi também o único ano em que os 49ers usavam calça branca com uma listra preta limitada por duas listras vermelhas, e os números possuíam sombras em suas camisas vermelhas. Na temporada seguinte, 1956, a equipe usava capacetes brancos sem listras e calças brancas com  uma listra vermelha. Em 1957, os Niners usavam camisas vermelhas, um capacete dourado sem listras, assim como as calças, e pela primeira vez o time adotou o uniforme branco para jogos fora de casa, exigido pela NFL para todas as equipes, para que pelo menos um equipe vestisse uma camisa de cor clara durante os jogos. A primeira camisa branca tinha duas listras vermelhas com uma cor de ouro no meio, e as meias eram também brancas, com duas listras vermelhas e uma dourada no meio. San Francisco continuou usando vermelho e dourado em 1958, assim como continuou usando o branco como segundo uniforme, a única mudança foi a adição dos números nos ombros das camisetas, a fim de facilitar a visualização das câmeras de TV. Em 1959 a equipe mudou para vermelho e prata, e, anos mais tarde, nas suas camisas brancas foram adicionadas listras nos ombros.
Em 1960, a equipe adicionou uma listra vermelha central para seus capacetes, e isso mudou em 1962, com a adição do desenho do logo no capacete e a mudança das faixas, passando a utilizar uma branca delimitada por duas vermelhas, com o logotipo nos lados do capacete. Em 1964 as cores da equipe, então, mudaram novamente. Todos os elementos de prata foram alteradas para o dourado, o que permaneceu até a temporada de 1995, como pequenas alterações durante este intervalo de tempo.
Durante a temporada de 1994, muitas equipes da NFL usavam "uniformes antigos" em jogos ocasionais para celebrar o 75º aniversário da liga. O 49ers optou por usar uma versão onde a camisa era vermelha e tinha os números sombreados de preto, e as calças eram brancas com uma fina listra preta delimitada por duas vermelhas, juntamente com os meiões vermelhos. O capacete das temporadas de 1989-95 foi usado com este uniforme, pois não havia nenhum logotipo no capacete 1955.
Em 1996, os 49ers comemoraram seu aniversário de 50 anos, projetando um camisa comemorativa baseada no primeiro logotipo. A equipe também estreou um uniforme novo, mais notável por mudar o tom de vermelho usado em suas camisas, de um vermelho brilhante para um mais profundo. Como em 1994, os Niners vestiram calça branca para a temporada 1996 (e também para a temporada de 1997 e pré-temporada de 1998), mas desta vez as listras da calça se tornaram mais grossas. Para a abertura da temporada 1998, a equipe voltou a calças douradas, com um ouro mais metálico do que o ouro bege anterior. O capacete de 1996 e as camisas e calças de 1998 foram utilizados como uniformes da equipe até o final da temporada de 2008. Os 49ers mais uma vez mudaram os uniformes em 2009, que são muito semelhantes ao design clássico. Em 3 de abril de 2012 os uniformes da liga passaram a serem fornecidos pela Nike, porém não ocorreu mudanças significantes no uniforme.

## Mascote e Cheerleaders

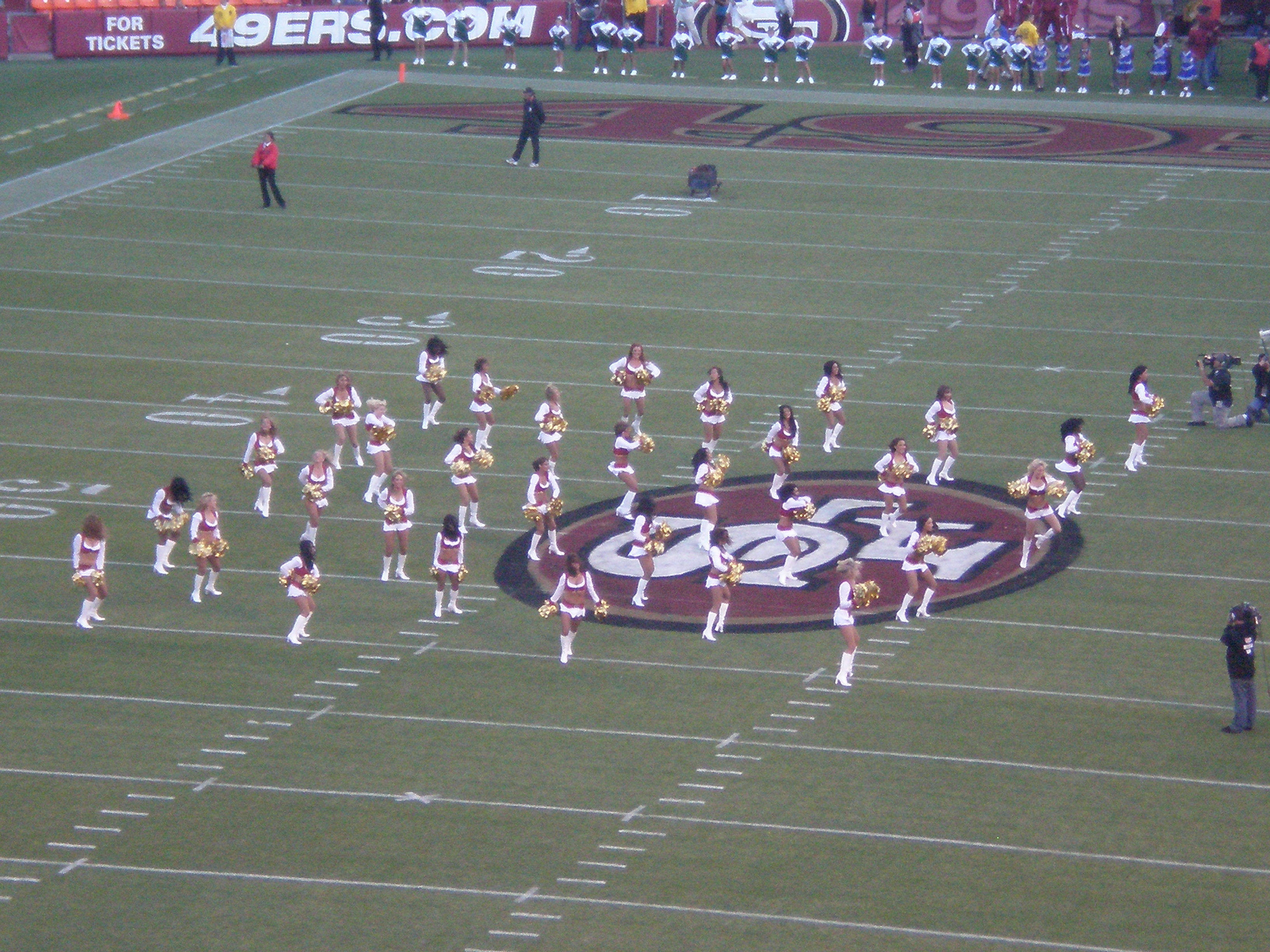
Gold Rush, numa partida dos 49ers em 2008

### Mascote

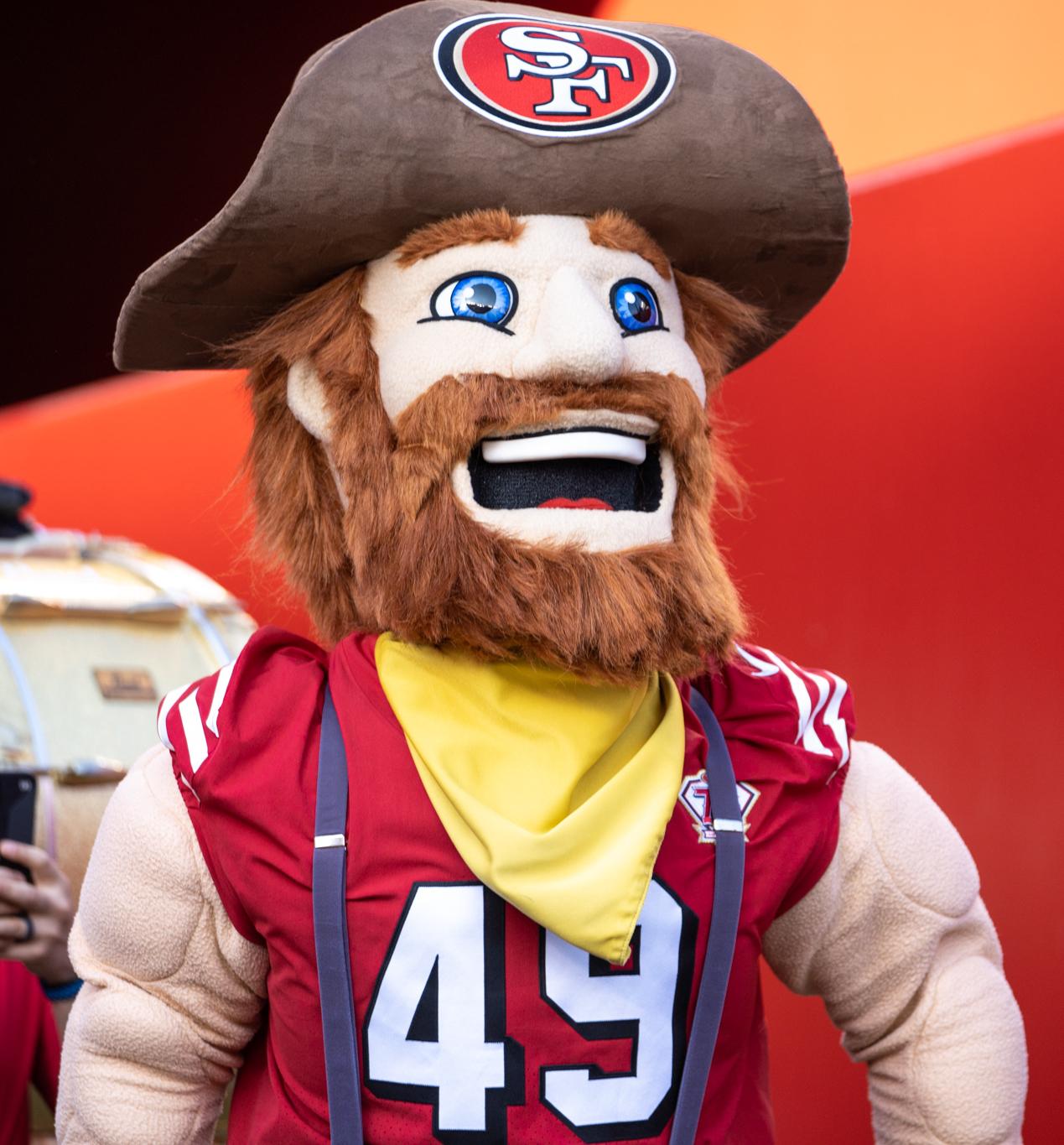
O Sourdough Sam, mascote dos 49ers.

O mascote do San Francisco 49ers se chama Sourdough Sam e é um garimpeiro, ele veste a jersey de número 49.

### Cheerleaders
O time de cheerleaders oficiais dos 49ers é chamado de Gold Rush. Começaram no ano de 1983 e o time normalmente consiste de mais ou menos 35 jovens dançarinas. A mais famosa garota das Gold Rush foi Teri Hatcher.

## Rivalidades

### Rivalidades de divisão
- A rivalidade entre o St. Louis Rams e San Francisco 49ers é considerada por muitos como uma das maiores rivalidades da história da NFL, colocada como oitava na Sports Illustrated's "Top 10 NFL Rivalries Of All Time".[108] Alguns acham que a rivalidade era mais intensa quando o time de St. Louis jogava em Los Angeles, no entanto algumas pessoas não acredito nisso. Roger Craig, RB que atuou por San Francisco de 1983-1990, disse uma vez: "Os Rams sempre serão o maior rival dos 49ers. Não importa se eles não jogam mais em Los Angeles. Se os Rams jogassem suas partidas em Marte continuariam sendo o maior rival". De fato, as equipes se enfrentaram muito na história, sendo que os Rams é a única franquia a ter jogado contra os 49ers duas vezes por temporada nos últimos 58 anos.[109] Apesar de se encontrarem apenas uma vez na pós-temporada (com a vitória dos 49ers), os times já se enfrentaram  em 126 jogos de temporada regular. Ao todo, San Francisco tem 64 vitórias, contra 62 de St. Louis e 3 empates.
- O Arizona Cardinals é um rival recente dos 49ers. Ao contrário da maioria rivalidades desta equipe, os Cardinals estão na mesma divisão que o time de São Francisco desde 2002. Recentemente tem sido uma rivalidade muito intensa entre os jogadores, um exemplo disso é uma "batalha no twitter" entre Darnell Dockett do Arizona Cardinals e Vernon Davis do San Francisco 49ers.[110] Os 49ers atualmente detêm a vantagem sobre os Cardinals por 26–17 no confronto direto.
- O Seattle Seahawks também se tornou um novo rival do 49ers, seguindo o realinhamento da NFL em 2002, que colocou as duas equipes na mesma divisão. Até agora, a rivalidade não tem sido tão intensa como a dos outros adversários de divisão, porque na maioria das vezes os times não estão em um bom momento ao mesmo tempo. A rivalidade se intensificou quando San Francisco trouxe o técnico Jim Harbaugh de Stanford em 2011, visto que ele e o ex-técnico da USC Pete Carroll (atual técnico dos Seahawks) tiveram uma intensa rivalidade no college. A série de todos os tempos está em 14–15, sendo o último confronto a derrota da equipe da Bay Area por 23-17 no NFCCG da temporada de 2013.[111]

### Rivalidades históricas
- A rivalidade entre Dallas Cowboys e San Francisco 49ers nasceu em 1970. San Francisco jogou contra Dallas sete vezes em jogos de pós-temporada. Até a década de 80 eles se enfrentaram três vezes num NFCCG, onde Dallas ganhou em 1970 e 1971, e San Francisco ganhou em 1981. A rivalidade tornou-se ainda mais intensa entre 1992-1994, quando San Francisco e Dallas se enfrentaram no NFCCG três vezes seguidas. Dallas venceu as duas primeiras partidas e San Francisco ganhou a terceira. Nas três ocasiões, o vencedor foi campeão do Super Bowl. A rivalidade 49ers-Cowboys também é parte da grande rivalidade cultural entre Califórnia e Texas. A série de todos os tempos é empatada em 16–16–1, que inclui o registo de pós-temporada de 2–5.
- New York Giants têm o maior número de confrontos em playoffs contra o 49ers (oito). Esta rivalidade está enraizada na década de 80, quando as duas equipes estavam em ascensão. Nos dois primeiros encontros de playoff os 49ers, liderados por Joe Montana, ganharam ambas as partidas, por 38-24 em 1981 e 24-10 em 1984, ganhando o SB em ambas temporadas. Os Giants viriam a ganhar os próximos três confrontos, que incluiu uma goleada de 49-3 no Giants Stadium, em 1986, e numa vitória de 15-13 no NFC Championship Game de 1990, acabando com o sonho de SF de ganhar 3 Super Bowls seguidos. Os 49ers ganharam por 44-3, em 1993, no divisional round. O  wildcard de 2002 foi outro jogo memorável. Os Giants estavam à frente por 38-14 no final do 3º período, no entanto, os 49ers tiraram um déficit de 24 pontos e viraram o jogo para 39-38. As equipes se encontraram novamente no NFCCG de 2011 no Candlestick Park, onde os Giants ganharam por 20-17. A série de todos os tempos é liderado pelo Giants com um registro de 15–14, incluindo um registro de 4–4 na pós-temporada.
- A rivalidade com o Green Bay Packers surgiu em meados de 1990, quando os Packers ganharam no divisional round de 1995 no Candlestick Park, acabando com a temporada dos Niners. A partir desse ponto, os Packers venceu os 49ers 4 vezes, incluindo dois jogos de pós-temporada. San Francisco finalmente se vingou em 1998, numa vitória por 30-27, onde a famosa jogada conhecida como "The Catch II" aconteceu. Desde esta partida, os Packers ganharam dos 49ers oito vezes seguidas, incluindo uma vez em pós-temporada. Este tabu chegou ao fim na temporada de 2012, quando o 49ers venceram os Packers no Lambeau Field na semana 1 e no divisional round da mesma temporada, dessa vez no Candlestick Park. Os 49ers perdem a série por 30–34–1, incluindo um 3–4 nos playoffs.
- O New Orleans Saints era rival de divisão dos 49ers até o realinhamento em 2002, quando NO foi colocado na NFC South. As equipes se encontraram recentemente divisional round dos playoffs em 2011 no Candlestick Park. Houve quatro mudanças de liderança de placar nos últimos quatro minutos do jogo, culminando com Alex Smith lançando o TD da vitória para Vernon Davis, com 0:09 segundos restantes (conhecido por muitos como "The Grab" ou "The Catch III"). Os 49ers levam a série de todos os tempos com um recorde de 47–24–2, que inclui o registro de 1–0 na pós-temporada.
- O Atlanta Falcons também era rival de divisão dos 49ers até 2002, quando se mudou para a NFC South. Os times se enfrentaram na divisional round dos playoffs em 1998 com a derrota dos 49ers por 20-18. Eles se enfrentaram novamente nos playoffs, dessa fez no  NFC Championship de 2012, quando os Niners saíram vitoriosos por 28-24, chegando ao Super Bowl depois de 18 temporadas. A série de todos os tempos é liderada pelos 49ers com um recorde de 45–30–1, incluindo um registro de 1–1 na pós-temporada.

## Recordes

### Recordes em uma temporadas
Passando
- Jardas passadas: 4,278 – Jeff Garcia (2000)
- Passes para touchdowns: 36 – Steve Young (1998)
- Passes completados: 355 – Jeff Garcia (2000)
- Passes tentados: 578 – Steve DeBerg (1979)
- Passe mais longo completo: 97 jardas – Steve Young (1991)

Correndo
- Jardas terrestres: 1,695 – Frank Gore (2006)
- Corridas: 312 – Frank Gore (2006)
- Touchdowns terrestres: 10 – Frank Gore (2009), Derek Loville (1995), Ricky Watters (1993), J.D. Smith (1959), Joe Perry (1953), Billy Kilmer (1961) e Joe Perry (1948)
- Mais longa corrida: 96 jardas – Garrison Hearst (1998)
- Jardas terrestres por jogo: 105,9 jardas –  Frank Gore (2006)

Recebendo
- Recepções: 122 – Jerry Rice (1995)
- Jardas recebidas: 1,848 – Jerry Rice (1995)
- Touchdowns recebidos: 22 – Jerry Rice (1987)

Retornos
- Mais retornos de Punt: 47 – R. W. McQuarters (1998)
- Mais longo punt retornado: 95 jardas – John Taylor (1988)
- Mais longo kickoff retornado: 105 jardas – Abe Woodson (1959)

Chutes
- Field goals: 44 – David Akers (2011)
- Extra Points convertidos: 62 – Joe Vetrano (1948)
- Punts: 107 – Andy Lee (2005)
- Jardas no Punt: 4,968 – Andy Lee (2005)

### Recordes na carreira
- Jardas passadas: 35,124 - Joe Montana (1979–1992)
- Passes para touchdowns: 244 - Joe Montana (1979–1992)
- Jardas terrestres: 11,073 - Frank Gore (2005–2014)
- Touchdowns terrestres: 68 - Joe Perry (1948–1963)
- Recepções: 1,281 - Jerry Rice (1985–2000)
- Jardas recebidas: 19,247 - Jerry Rice (1985–2000)
- Passes interceptados: 51 - Ronnie Lott (1981–1990)
- Field goals: 190 - Ray Wersching (1977–1987)
- Pontos: 1,130 - Jerry Rice (1985–2000)
- Total touchdowns: 187 - Jerry Rice (1985–2000)
- Média de retorno de punt: 60,0 - Dave Williams (1977-1978)
- Média de retorno de Kickoff: 60,0 - Ray Norton (1960-1961)
- Sacks: 89,5 - Bryant Young (1994–2007)
- Tackles: 732 - Patrick Willis (2007–2014)
- Vitórias (treinador): 98 - George Seifert (1989–1996)

## Jogadores

### Membros do Hall of Fame
| San Francisco 49ers Hall of Famers |                    |              |                     |                                                           |
| No.                                | Nome               | Primeiro Ano | Posições            | Anos c/ 49ers                                             |
| –                                  | Bill Walsh         | 1993         | Técnico Principal   | 1979–1988 (técnico) 1999–2001 (GM) 2002–2004 (Assistente) |
| 8                                  | Steve Young        | 2005         | Quarterback         | 1987–1999                                                 |
| 14                                 | Y. A. Tittle       | 1971         | Quarterback         | 1951–1960                                                 |
| 16                                 | Joe Montana        | 2001         | Quarterback         | 1979–1992                                                 |
| 21                                 | Deion Sanders      | 2011         | Cornerback          | 1994                                                      |
| 22                                 | Bob Hayes          | 2009         | Wide receiver       | 1975                                                      |
| 26                                 | Rod Woodson        | 2009         | Safety / Cornerback | 1997                                                      |
| 32                                 | O.J. Simpson       | 1985         | Running back        | 1978 – 1979                                               |
| 34                                 | Joe Perry          | 1969         | Running back        | 1948–1960,1963                                            |
| 35                                 | John Henry Johnson | 1987         | Fullback            | 1954–1956                                                 |
| 37                                 | Jimmy Johnson      | 1994         | Cornerback          | 1961–1976                                                 |
| 39                                 | Hugh McElhenny     | 1970         | Running back        | 1952 – 1960                                               |
| 42                                 | Ronnie Lott        | 2000         | Safety / Cornerback | 1981–1990                                                 |
| 56                                 | Chris Doleman      | 2012         | Defensive end       | 1996–1998                                                 |
| 57                                 | Rickey Jackson     | 2010         | Defensive end       | 1994–1995                                                 |
| 64                                 | Dave Wilcox        | 2000         | Linebacker          | 1964–1974                                                 |
| 73                                 | Leo Nomellini      | 1969         | Defensive Tackle    | 1950–1963                                                 |
| 74                                 | Fred Dean          | 2008         | Defensive end       | 1981–1985                                                 |
| 79                                 | Bob St. Clair      | 2008         | Offensive Tackle    | 1953–1963                                                 |
| 80                                 | Jerry Rice         | 2010         | Wide receiver       | 1985–2000                                                 |
| 95                                 | Richard Dent       | 2011         | Defensive end       | 1994                                                      |

### Números aposentados e pessoas honradas

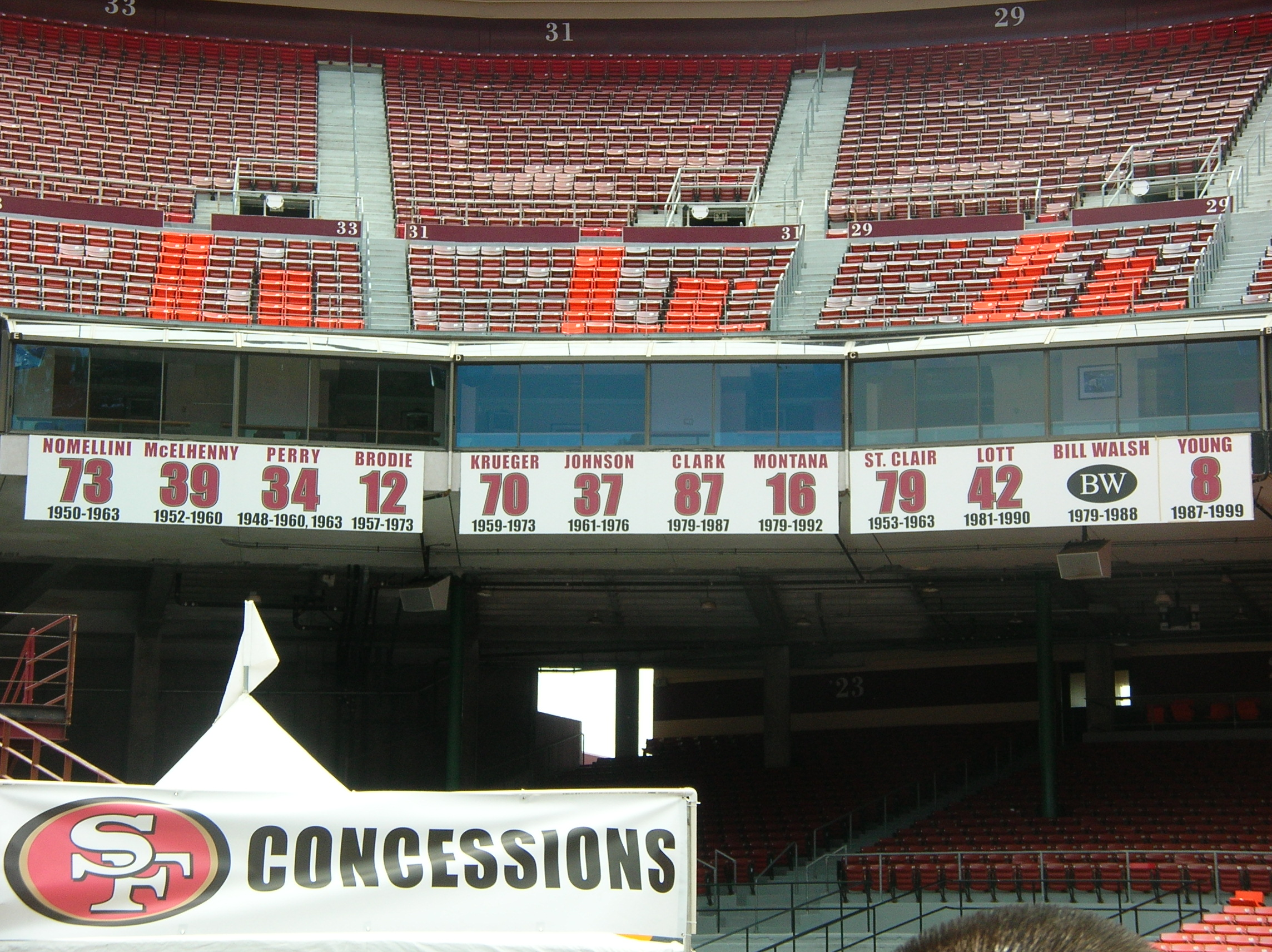
Os números aposentados dos 49ers colocados na parte sul do Candlestick Park em Junho de 2009.

| San Francisco 49ers retired numbers |                          |                   |                                                          |
| N°                                  | Jogador                  | Posição           | Temporadas                                               |
| 8                                   | Steve Young              | QB                | 1987–1999                                                |
| 12                                  | John Brodie              | QB                | 1957–1973                                                |
| 16                                  | Joe Montana              | QB                | 1979–1992                                                |
| 34                                  | Joe Perry                | FB                | 1948–1960,1963                                           |
| 37                                  | Jimmy Johnson            | CB                | 1961–1976                                                |
| 39                                  | Hugh McElhenny           | RB                | 1952–1960                                                |
| 42                                  | Ronnie Lott              | S, CB             | 1981–1990                                                |
| 70                                  | Charlie Krueger          | DL                | 1959–1973                                                |
| 73                                  | Leo Nomellini            | DT                | 1950–1963                                                |
| 79                                  | Bob St. Clair            | OT                | 1953–1963                                                |
| 80                                  | Jerry Rice               | WR                | 1985–2000                                                |
| 87                                  | Dwight Clark             | WR                | 1979–1987                                                |
| –                                   | Edward J. DeBartolo, Jr. | Proprietário      | 1978–2000                                                |
| –                                   | Bill Walsh               | Técnico Principal | 1979–1988 (técnico) 1999-2001(GM) 2002–2004 (assistente) |

## Estádio

### Candlestick Park

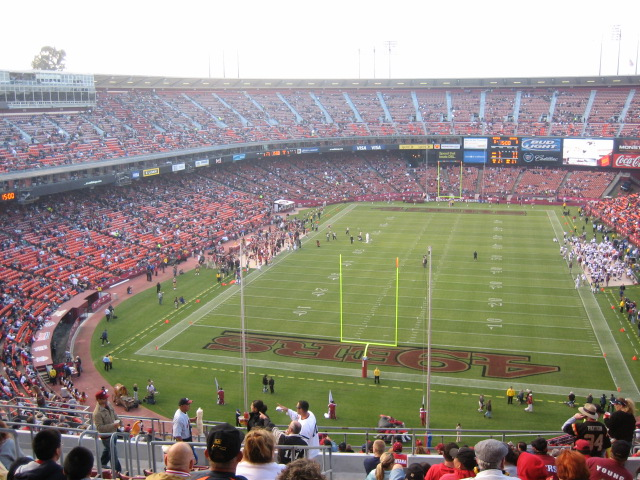
O Candlestick Park.

O Candlestick Park foi o estádio oficial dos 49ers e estava localizado em San Francisco, Califórnia. Tinha capacidade para receber até 70 mil pessoas em jogos de futebol americano. Em caso de realização de shows tal contingente pode aumentar em mais alguns milhares.
O estádio está localizado no Candlestick Point, a oeste da Baía de San Francisco, e foi inaugurado em 12 de Abril de 1960 com a presença do então vice-presidente norte-americano Richard Nixon.
Nesse estádio foi realizado o último show dos The Beatles em 29 de Agosto de 1966.

### Levi's Stadium

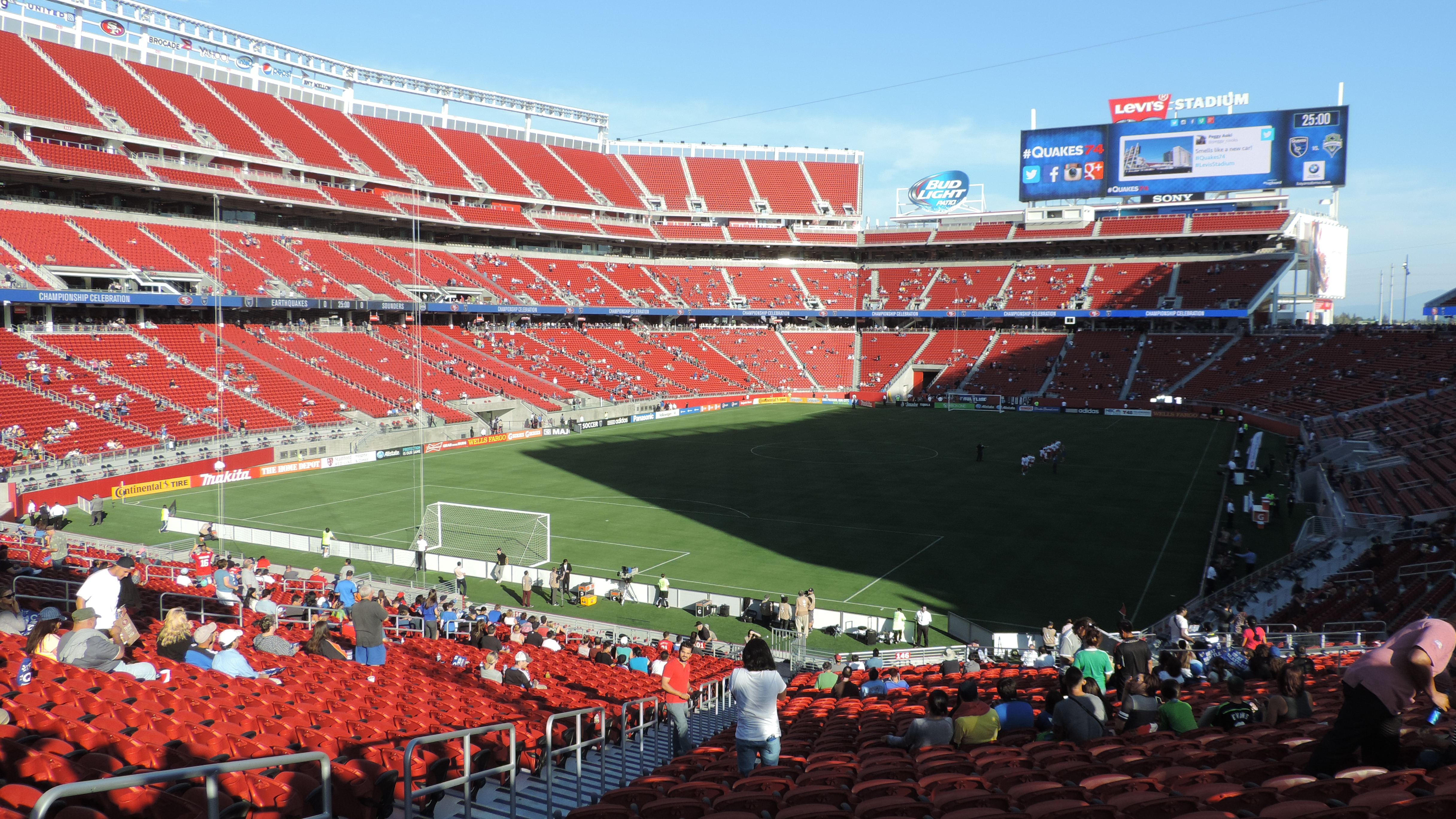
O Levi's Stadium.

Em 8 de novembro de 2006, surgiram relatos de que os 49ers terminaram as negociações com a cidade de San Francisco sobre a construção de um novo estádio, preferindo fazê-lo em Santa Clara, cidade próxima ao atual estádio, Candlestick Park, em San Francisco. A cidade de  Santa Clara (Califórnia) já abriga a sede administrativa da equipe e instalações de treinamento, o que facilitou a escolha dela como sede para o novo estádio. Os dirigentes da franquia e o então prefeito de San Francisco, Gavin Newsom, tinha falado ao longo dos últimos meses sobre a construção de um estádio com financiamento privado no local onde hoje é o Candlestick Park, usando isso como parte da candidatura da cidade para as Olimpíadas de 2016. A decisão final dos 49ers terminou com a tentatia de San Francisco para sediarem os Jogos Olímpicos de Verão 2016. San Francisco, Los Angeles e Chicago foram as três cidades que competiram para ser escolha os EUA para licitar os Jogos de 2016, com Chicago sendo a vencedora.
No site dos 49ers, o proprietário da equipe e empresário John York escreveu uma carta dizendo que, depois do estádio ser construído em Santa Clara, a equipe iria manter o seu nome "San Francisco 49ers". York vai continuar usar a marca SF, alegando que a equipe não representa só uma cidade, e sim toda a região da Baía de São Francisco. Além disso, York quer manter o legado da equipe e comercialização intactos. Na história da NFL, apenas as franquias que fizeram uma deslocalização significativa de cidade mudaram de nome. Neste caso, a deslocalização do estádio para Santa Clara não é considerado um passo significativo. O Senador dos Estados Unidos (D-CA) Dianne Feinstein e outros líderes ameaçaram uma tentativa de impedir que a equipe usasse o "San Francisco" ou o "49ers" como nome da equipe, mas essa ação não teve mérito jurídico.
O novo estádio, oficialmente chamado Levi's Stadium estreou na temporada de 2014 da NFL.

## Rádio e televisão
As principais estações de rádio dos 49ers são KSAN 107.7 FM ("The Bone"), KNBR 680 AM e KTCT 1050 AM. KSAN exibe todos os jogos 49ers em FM. Na AM, eles são transmitidos simultaneamente pela KTCT em agosto, setembro e outubro, e pela KNBR de outubro até o final da temporada. Todas as três estações são de propriedade da Cumulus Media.
Os jogos de pré-temporada não exibidos na televisão nacional são exibidos na afiliada da ABC, KGO-TV (Canal 7). Ao jogar na temporada regular, esses jogos podem ser transmitidos pela KTVU, de propriedade da Fox.